# Википедия
Википе́дия (англ. Wikipedia, произносится о файле/ˌwɪkɪˈpiːdiə/, разг. «Ви́ки» по названию технологии веб-сайта) — многоязычная общедоступная интернет-энциклопедия со свободным контентом, поддержку и написание которой осуществляют добровольцы — «википедисты», посредством открытого сотрудничества и с использованием программного обеспечения (сайта) MediaWiki, а также системы редактирования на основе вики-принципов. Википедия является самым крупным и, в то же время, наиболее читаемым справочником, а также самой полной энциклопедией из когда-либо создававшихся за всю историю человечества. По состоянию на май 2025 года сайт находился на 8 месте по посещаемости в мире по версии компании SimilarWeb, занимающейся анализом интернет-трафика.
Запущена 15 января 2001 года совместно Джимми Уэйлсом и Ларри Сэнгером. Владелец сайта — американская некоммерческая организация «Фонд Викимедиа».
На сайте действуют три основные политики: статьи не должны содержать никаких оригинальных исследований (то есть собственных изысканий, идей или выводов участников проекта); информация должна быть проверяема с помощью опубликованного авторитетного источника; статьи должны быть написаны с нейтральной точки зрения.
Название энциклопедии образовано от английских слов wiki («вики»; в свою очередь заимствовано из гавайского языка, в котором оно имеет значение «быстро») и encyclopedia («энциклопедия»). Одним из основных достоинств Википедии как универсальной энциклопедии является возможность представления информации на родном языке пользователя. В Википедии есть 357 разделов на различных языках мира, а также сотни языковых разделов, находящихся в инкубаторе. Все в сумме они содержат более 60 миллионов статей.
Главной особенностью Википедии является то, что создавать и редактировать статьи в ней может любой пользователь Интернета, поскольку она построена на принципе «вики» — технологии веб-сайта, предоставляющей пользователям инструменты для редактирования текста в нём. Все вносимые такими добровольцами изменения незамедлительно становятся доступными для просмотра всем посетителям сайта. В декабре 2013 года в заявлении ЮНЕСКО по случаю награждения Джимми Уэйлса, основателя Википедии, Золотой медалью Нильса Бора про Википедию было сказано, что она является «символом эпохи взаимодействия, в которую мы живём, и это не просто инструмент, это воплощение мечты, столь же древней, как само человечество, как собрания Александрийской библиотеки».
Поскольку Википедию, будучи не ознакомленным с темой статьи в ней, по концепции «Вики», может редактировать любой интернет-пользователь, её надёжность и точность неоднозначны. Википедию критикуют за возможность добавления ложной, непроверенной или неактуальной информации и вандализма на её страницах, однако научные исследования свидетельствуют о том, что вандализм обычно оперативно устраняют.
Раздел Википедии на русском языке, по состоянию на 16 августа 2025 года, насчитывает 2 059 323 статьи различной тематики, занимая 7-е место по количеству статей среди всех языковых разделов.

## Модель функционирования
В отличие от традиционных энциклопедий, таких как Encyclopædia Britannica, ни одна статья в Википедии не проходит формального процесса экспертной оценки. Любая статья Википедии может редактироваться как с учётной записи участника, так и без регистрации в проекте (за исключением некоторых страниц, подверженных частому вандализму, которые доступны для изменения только определённым категориям участников или, в крайних случаях, только администраторам Википедии), и при этом все внесённые в статью изменения незамедлительно становятся доступными для просмотра любыми пользователями. Поэтому Википедия «не гарантирует истинности» своего содержимого, ведь в любом случае между моментом, когда в статью будет внесена какая-то недостоверная информация, и моментом, когда эта информация будет удалена из статьи другим участником Википедии (более компетентным в данной области знания), пройдёт определённое время. (Естественно, для того чтобы обнаружить и удалить из статьи явный вандализм, нужно намного меньше времени, чем для того, чтобы освободить статью от недостоверной информации, когда подобная недостоверность не является особо очевидной.)
Содержимое Википедии подпадает под действие законов и нескольких редакционных политик и руководств, которые призваны укрепить идею о том, что Википедия является энциклопедией.
Каждый вклад в Википедию должен быть по теме, являющейся энциклопедической. Тема считается энциклопедической, если она является «значимой» на жаргоне Википедии, то есть если она получила значительное освещение во вторичных авторитетных источниках (например в центральных СМИ или серьёзных научных журналах), которые являются независимыми от предмета темы.

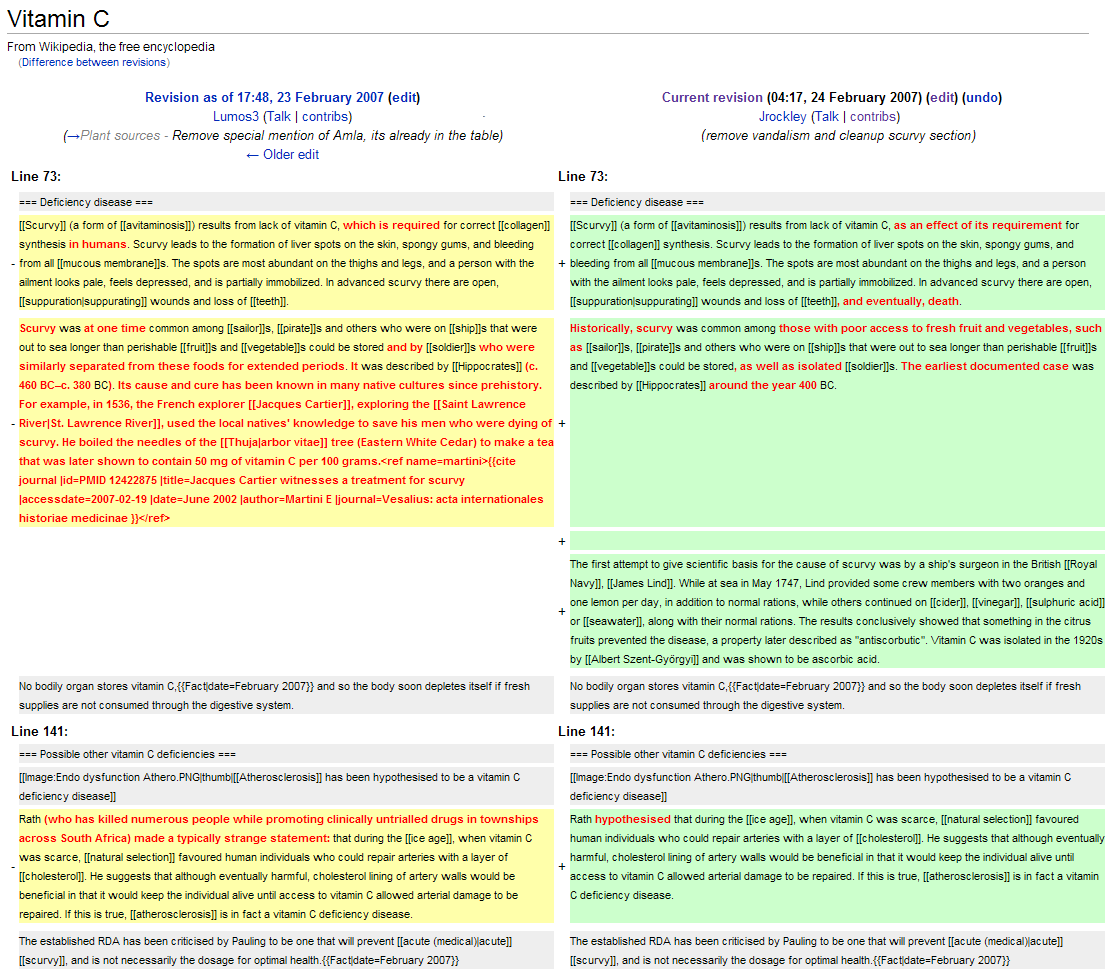
Википедисты отслеживают изменения в статьях, проверяя различия между двумя версиями страницы, выделенные здесь красным цветом

В Википедии должна отражаться информация, которая уже установлена и признана. Иными словами, статья не должна быть «площадкой» для размещения чьих бы то ни было собственных идей, теорий, исследований, изобретений, личных мнений, оценок чего бы то ни было, искусствоведческой критики и т. п. Информация в статьях, которая, скорее всего, будет поставлена под сомнение, требует ссылок на авторитетные источники. Сообщество Википедии сформулировало это как «проверяемость, а не истина», выражая тем самым ту мысль, что читателям предоставляется возможность самим проверить истинность той информации, которая представлена в статьях, и сделать свои собственные выводы. Википедия не становится на чью-либо сторону.
В рамках статьи Википедии все мнения и точки зрения должны иметь соответствующую долю освещения по данному вопросу, если они имеют свои подтверждения во внешних источниках.
Все участники, зарегистрированы они в проекте или нет, могут пользоваться функциями программного обеспечения, на котором работает Википедия. Так, на странице «История», прилагающейся к каждой статье Википедии, доступны записи каждой предыдущей редакции статьи (версии с угрозами криминального характера, нарушениями авторских прав и т. п. могут быть скрыты от просмотра). Эта функция позволяет легко сравнить нынешнюю и более старые версии статьи, отменить изменения («откатить статью»), которые участник посчитает неверными, или восстановить потерянное содержимое. Страница «Обсуждение», прилагающаяся к каждой статье Википедии, используется в целях координации работы над текстом этой статьи между разными участниками проекта.
Постоянные участники нередко используют «Список наблюдения», в который заносят интересные для себя статьи, и таким образом могут легко отслеживать все недавние изменения в этих статьях. Компьютерные программы, называемые ботами, в Википедии широко используются для удаления вандализма, как только он был произведён, а также для исправления общих ошибок и стилистических проблем или создания статей, например, о географических объектах или биологических видах в стандартном формате из статистических данных.

## История
|                                                    |  |
| Джимми Уэйлс и Ларри Сэнгер — основатели Википедии |  |

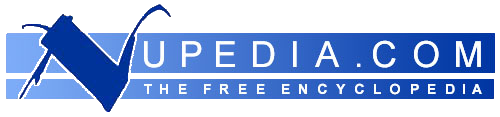
Википедия первоначально развивалась от другого энциклопедического проекта: «Нупедии»

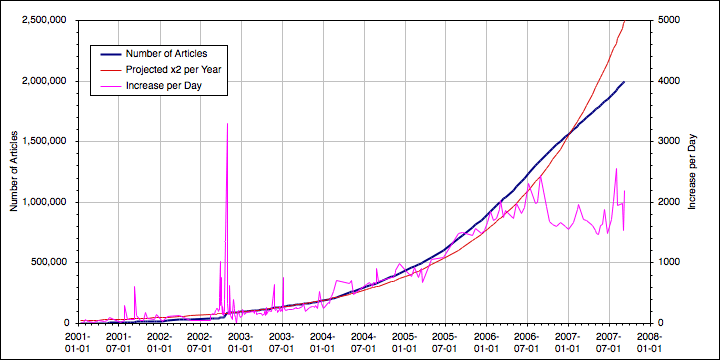
График числа статей в английской Википедии с 10 января 2001 года по 9 сентября 2007 года (день двухмиллионной статьи)

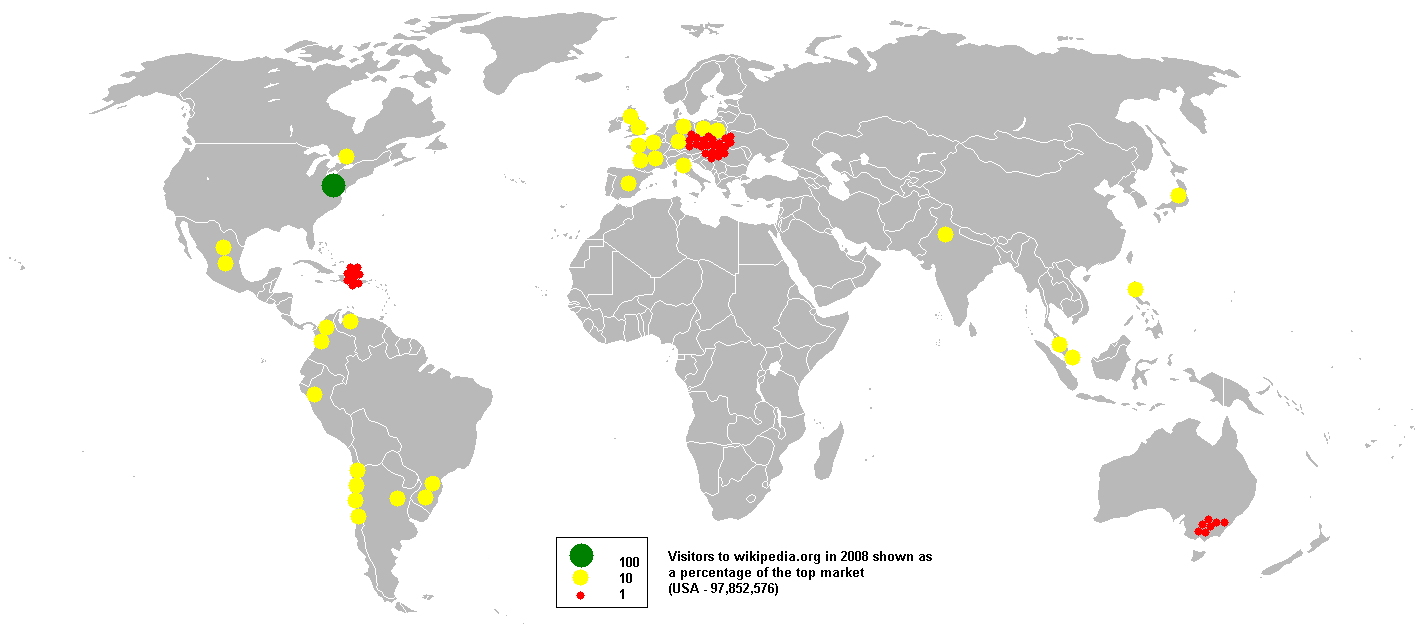
Посетители wikipedia.org в 2008 году

Википедия началась как дополнительный проект для «Нупедии» — бесплатного англоязычного энциклопедического онлайн-проекта, статьи которого были написаны специалистами и рецензированы в рамках формального процесса. «Нупедия» была основана 9 марта 2000 года как собственность Bomis, Inc. — компании, владеющей одноимённым веб-порталом. Ключевыми фигурами были Джимми Уэйлс, CEO Bomis и Ларри Сэнгер, главный редактор «Нупедии», а затем Википедии. «Нупедия», первоначально лицензированная в соответствии со своей лицензией Nupedia Open Content License, перешла на GNU Free Documentation License перед основанием Википедии по настоянию Ричарда Столлмана.
Основателями Википедии выступили Ларри Сэнгер и Джимми Уэйлс.
В то время как Уэйлсу приписывается определение цели создания публично редактируемой энциклопедии, Сэнгеру обычно приписывают контринтуитивную стратегию использования вики для достижения этой цели.
10 января 2001 года Ларри Сэнгер в списке рассылки «Нупедии» предложил применить концепцию «вики» в отношении «Нупедии», чтобы ускорить её развитие. Это привело к созданию веб-сайта Википедии, которая изначально задумывалась для предварительной разработки материалов, которые потом были бы размещены в «Нупедии». Название «Википедия» также было предложено Сэнгером.
Википедия была официально открыта 15 января 2001 года как одиночный англоязычный раздел на www.wikipedia.com и была анонсирована Сэнгером в списке рассылки «Нупедии». Политика «нейтральной точки зрения» в Википедии была введена в первые месяцы и была аналогична ранней политике «непредубеждения» в «Нупедии». В других отношениях, первоначально существовало относительно немного правил, и Википедия управлялась независимо от «Нупедии».
На ранней стадии Википедия развивалась за счёт участников из «Нупедии», сообщений на Slashdot и индексации поисковыми машинами. Она выросла примерно до 20 тысяч статей и 18 языковых разделов к концу 2001 года. Она содержала 26 языковых разделов к концу 2002 года, 46 — к концу 2003 года и 161 — к последним дням 2004 года.
«Нупедия» и Википедия сосуществовали, пока серверы первой не были навсегда отключены в 2003 году (текст «Нупедии» был включён в Википедию). Английская Википедия прошла отметку в 2 млн статей 9 сентября 2007 года, что делает её крупнейшей энциклопедией, затмившей даже энциклопедию Юнлэ (1407), которая держала рекорд ровно 600 лет.
Ссылаясь на опасения по поводу коммерческой рекламы и отсутствие контроля в осознанном англоцентризме Википедии, пользователи испанской Википедии выделились из Википедии для создания Enciclopedia Libre в феврале 2002 года.
Позднее в том же году Уэйлс объявил о том, что Википедия не будет отображать рекламу, и её веб-сайт был перемещён на wikipedia.org. Некоторые другие проекты выделились из Википедии по редакционным причинам. Wikinfo не требует нейтральной точки зрения и разрешает оригинальные исследования. Новые проекты, вдохновлённые Википедией, такие как Citizendium, Scholarpedia, Conservapedia и Google Knol, были начаты в ответ на осознание ограничений Википедии, таких как политика в области рецензирования, оригинальных исследований и коммерческой рекламы.
Фонд Викимедиа (англ. Wikimedia Foundation) был создан из Википедии и «Нупедии» 20 июня 2003 года. Он использовался в United States Patent and Trademark Office для регистрации товарного знака «Wikipedia» 17 сентября 2004 года. 10 января 2006 года знаку был предоставлен зарегистрированный статус. 16 декабря 2004 года товарный знак получил защиту со стороны Японии, 20 января 2005 года — в Европейском союзе. Существуют планы лицензирования торговой марки Википедии для некоторых продуктов, таких как книги и DVD. В ноябре 2015 года Википедия получила Премию Эразма.

## Сообщество
Пользователи Википедии — это:

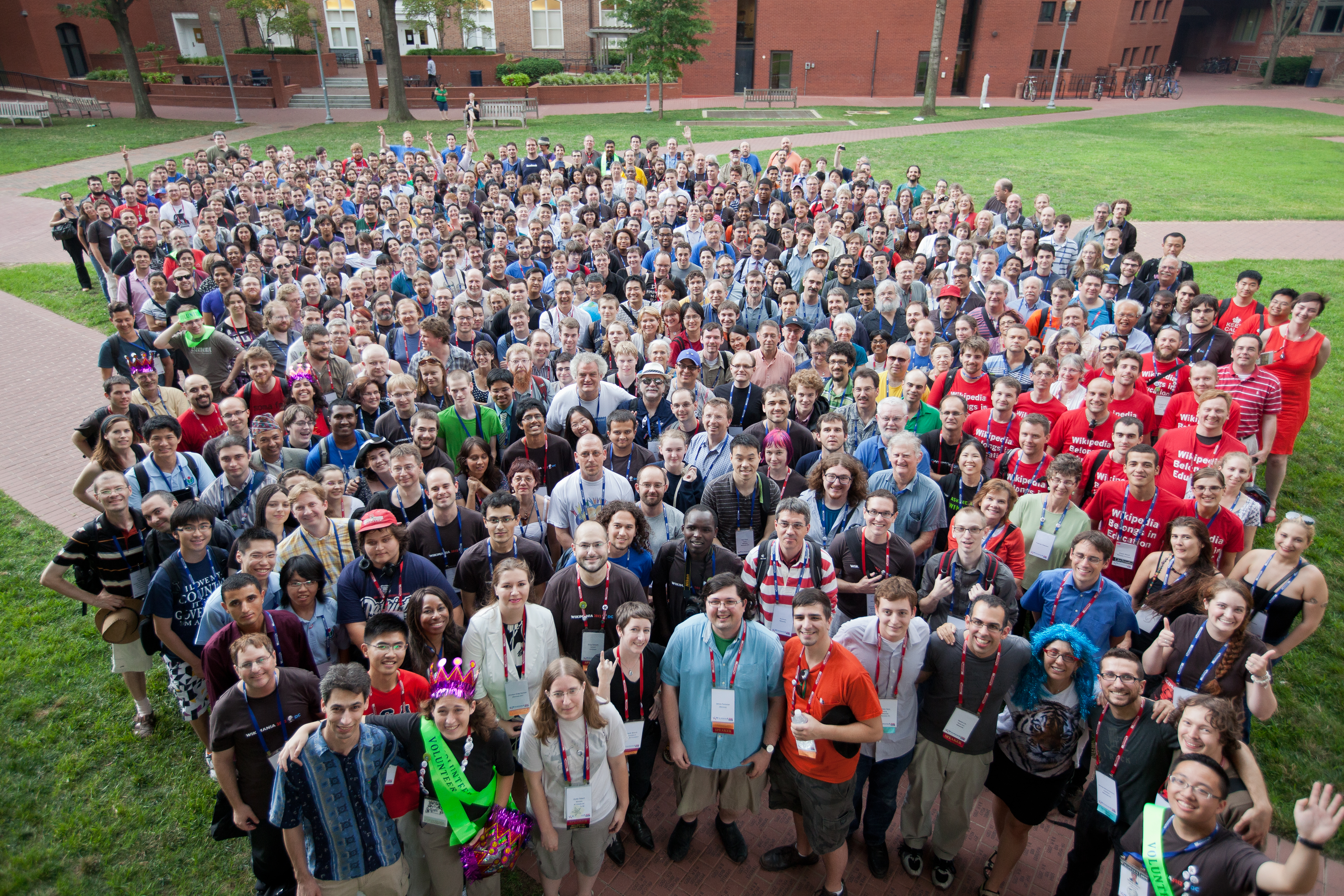
Групповое фото с церемонии закрытия Викимании 2012 года — ежегодной конференции авторов Википедии и других проектов Фонда Викимедиа

- простые читатели Википедии (читатели Википедии, не сделавшие в ней ни одной правки);
- участники Википедии (читатели Википедии, сделавшие в ней хотя бы одну правку), которые в свою очередь делятся на анонимных участников и участников, создавших учётную запись. Анонимные участники не могут править защищённые статьи Википедии.

Участники Википедии образуют сообщество участников Википедии. Структура этого сообщества — иерархическая, то есть это своего рода структура власти.

Участники Википедии с хорошей репутацией в сообществе могут баллотироваться на один из многих уровней добровольного руководства; это начинается с «администратора», самой большой группы привилегированных пользователей (1594 учётных записей в английской Википедии, по состоянию на 30 сентября 2008 года), которые имеют возможность удаления страниц, блокировки статей от изменений в случае вандализма или редакторских споров и блокировки участников. Несмотря на название, администраторы не имеют никаких особенных привилегий в процессе принятия решений, и им запрещено использовать свои полномочия для урегулирования споров. Роли администраторов часто описываются как «уборка» и в основном ограничиваются внесением правок, имеющих эффект в масштабах всего проекта (и поэтому запрещённых для обычных редакторов, чтобы минимизировать нарушения), а также блокировкой пользователей для предотвращения разрушительных правок, таких как вандализм. 
Поскольку Википедия развивается на основе нетрадиционной модели составления энциклопедии, вопрос «Кто пишет „Википедию“?» стал одним из наиболее часто задаваемых вопросов по проекту, часто со ссылкой на другие проекты Веб 2.0, такие как Digg или, например, News2 и Хабрахабр.
Согласно исследованиям, которые провели Сорин Адам Матей, профессор Школы коммуникаций имени Брайана Лэмба в Университете Пердью, и Брайан Бритт, доцент кафедры журналистики и массовых коммуникаций Университета штата Южная Дакота, за период с 2001 по 2010 год около 80 % контента Википедии создавали примерно 1 % её участников, «работая усерднее всех и отрабатывая больше всего часов». По мнению этих исследователей, «Повестка формируется этими людьми, и ими движет чувство миссии, во многом как политическими или религиозными движениями». Периодически в сообществе сменяется лидирующая группа, но озвученное соотношение сохраняется. Матей, директор Purdue Data Storytelling Network, и Бритт стали соавторами книги «Структурная дифференциация в социальных сетях: адхократия, энтропия и эффект 1 %». Эта работа переосмысливает идею, что Википедия — это сайт однорангового производства на основе общих ресурсов. По словам Матея, «Она создана одноранговыми пользователями, но некоторые одноранговые пользователи более равны, чем другие, по крайней мере, с точки зрения усилий». В книге утверждается, что Википедия не отличается от любой другой человеческой организации, и следует чёткому эволюционному пути от простой предпринимательской к бюрократической и, наконец, к «адхократической» формуле. Некоторые ключевые атрибуты участников, такие как склонность работать с другими или нет, смягчают эволюцию организации. Авторы утверждают, что краудсорсинговые проекты вроде Википедии не являются децентрализованными и спонтанными предприятиями, а представляют собой адхократию, форму организации, которая сочетает стабильную властную иерархию с индивидуальной мобильностью.
Джимми Уэйлс однажды утверждал, что только «сообщество… преданная группа нескольких сотен добровольцев» делает основной вклад в Википедию и что этот проект является поэтому «очень похожим на любую традиционную организацию». Это было позже оспорено Аароном Шварцем, который заметил, что в ряде просмотренных им статей значительную долю содержимого составлял вклад участников с малым количеством правок.
Исследование учёных из Дартмутского колледжа, проведённое в 2007 году, установило, что анонимы и те пользователи, которые редко делают вклад в Википедию, являются таким же надёжным источником знаний, как и те, которые зарегистрированы на сайте. Хотя некоторые участники сильны в своей области, Википедия требует, чтобы даже их вклады были подкреплены опубликованными и поддающимися проверке источниками. Это предпочтение консенсуса наличию образования было отмечено как «антиэлитарность».
В августе 2007 года сайт, разработанный аспирантом по компьютерным наукам Вирджилом Гриффитом и названный WikiScanner, начал публичное функционирование. WikiScanner прослеживает источники миллионов изменений, произведённых в Википедии анонимными редакторами, и показывает, что многие из этих правок делаются из корпораций или правительственных учреждений в статьях, связанных с ними, их персоналом или их работой, из которых они пытаются удалить критику. 
В 2003 году в исследовании о Википедии как о сообществе студент  Andrea Ciffolilli утверждал, что низкие операционные затраты участия в вики создают катализатор для совместного развития и что подход «творческого развития» поощряет участие. В своей книге «Будущее Интернета и как его остановить» 2008 года Jonathan Zittrain из Оксфордского института Интернета и Berkman Center for Internet & Society Гарвардской школы права ссылается на Википедию как социологическое исследование в том, как открытое сотрудничество способствовало инноваторству в Сети. В 2007 году исследователь Одед Нов опубликовал работу о мотивации, которой руководствуются википедисты. Нов считает, что участники редактируют Википедию, исходя из следующих видов мотивации: защитной («когда я правлю „Википедию“, я чувствую себя не так одиноко»), желание внести вклад в общее дело («мне кажется, важно помогать другим»), мотивации карьеры («я могу получить новые контакты, которые могут помочь в моём бизнесе или карьере»), социальной, познавательной («написание „Википедии“ позволяет мне взглянуть на вещи по-новому»), желание быть кому-то нужным («когда я правлю „Википедию“, я чувствую себя востребованным»), потребность в положительных эмоциях («писать/править „Википедию“ — это позитивно»), идеологической. По исследованиям Матея и Бритта, мотивацией участников Википедии является «идея, что они формируют то, что знает мир» и это «даёт им чувство индивидуального достижения».

## Языковые разделы
На 30 июня 2015 года существовало 290 языковых разделов Википедии, из них 51 раздел содержал более 100 000 статей, а 237 — более 1000 статей. Посещаемость разделов изменяется со временем. К октябрю 2009 года русская Википедия вышла на 5-ю позицию в списке посещаемости. По состоянию на август 2013 года русская Википедия находилась на 4-м месте. Первые пять разделов в это время имели следующий процент посещений от общего числа: английская — 60,7 %; испанская — 7,8 %; немецкая — 6,7 %; русская — 6,0 %; японская — 5,8 %.
Википедия является сетевой энциклопедией, поэтому участники одного и того же языкового раздела могут использовать различные диалекты и могут быть из разных стран (как в случае с английским разделом). Эти различия могут привести к некоторым конфликтам из-за различного написания слов (например color vs. colour) или точек зрения. Несмотря на то, что различные языковые разделы придерживаются глобальной политики, такой как нейтральная точка зрения, они расходятся по некоторым вопросам политики и практики, особенно по вопросу, могут ли изображения, которые не лицензируются по свободной лицензии, использоваться согласно требованиям добросовестного использования.

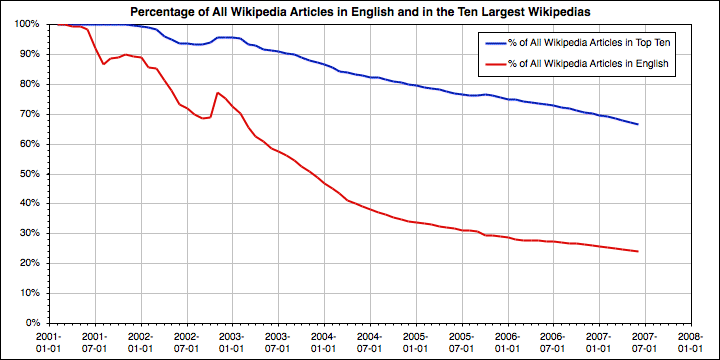
Доля всех статей ' и '; на июль 2008 года менее 23 % статей Википедии — на английском

Джимми Уэйлс описал Википедию как «усилия по созданию и распространению свободной энциклопедии самого высокого качества для каждого человека на планете на его собственном языке». Несмотря на то, что функционирование каждого языкового раздела более или менее самостоятельно, предприняты некоторые усилия для контроля всех разделов. Они координируются частично Мета-вики, вики Фонда Викимедиа, посвящённой поддержанию всех его проектов (Википедия и др.). Например, Мета-вики предоставляет важную статистику всех языковых разделов Википедии и поддерживает список статей, которые должны быть во всех Википедиях. Список касается основного содержания таких предметов, как биография, история, география, общество, культура, наука, технология, продовольствие и математика. Что касается остального, то нередко для статей, тесно связанных с конкретным языком, нет копии в другом разделе. Например, статьи о малых городах США могут быть доступны только на английском.
Переводные статьи представляют лишь небольшую долю статей в большинстве разделов, в частности потому, что автоматизированный перевод статей не разрешён. Статьи, доступные более чем на одном языке, могут иметь «интервики»-ссылки, которые связывают статьи с их копиями в других разделах.
По состоянию на 2018 год языки народов России лидировали по числу активных языковых разделов Википедии; далее на отдалении следовала только Индия. На языки народов России приходилось около 10 % всех существующих «Википедий».

## Управление

Логотип Фонда Викимедиа

### Фонд Викимедиа и движение «Викимедиа»
Техническое функционирование Википедии обеспечивает «Фонд Викимедиа» — некоммерческая организация, которая также поддерживает работу ряда других вики-проектов и осуществляет их финансирование. Фонд также владеет торговой маркой «Wikipedia», но в содержание энциклопедии и в деятельность добровольцев, создающих энциклопедию, практически никак не вмешивается. Фонд, поддерживаемые им проекты и глобальное сообщество добровольных редакторов образуют Движение Викимедиа. В разных странах созданы региональные организации (т. н. «Отделения Викимедиа») и местные ассоциации википедистов, которые также участвуют в продвижении, развитии и финансировании проекта.

### Программное и аппаратное обеспечение

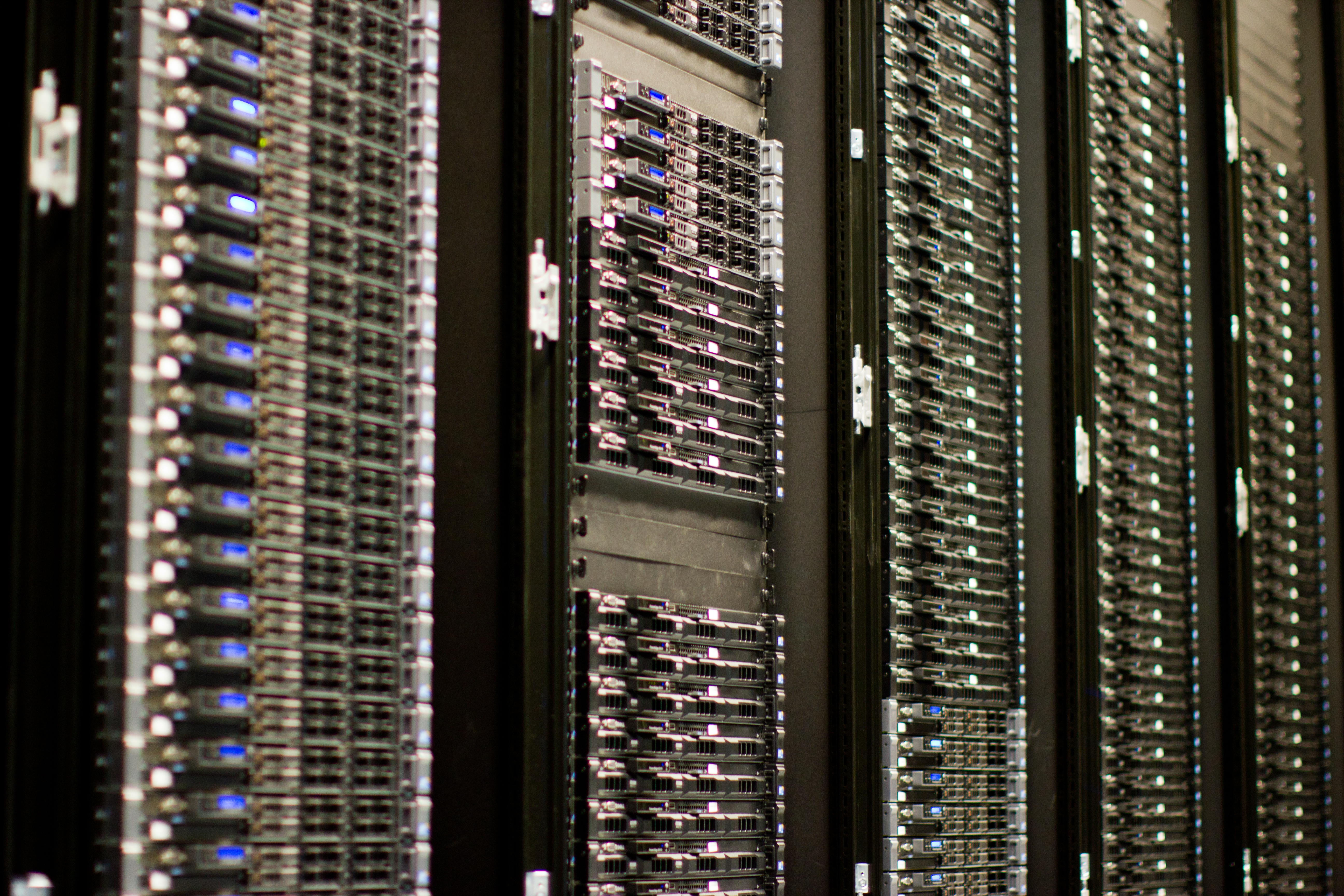
Серверы Викимедиа в Ашберне, Виргиния

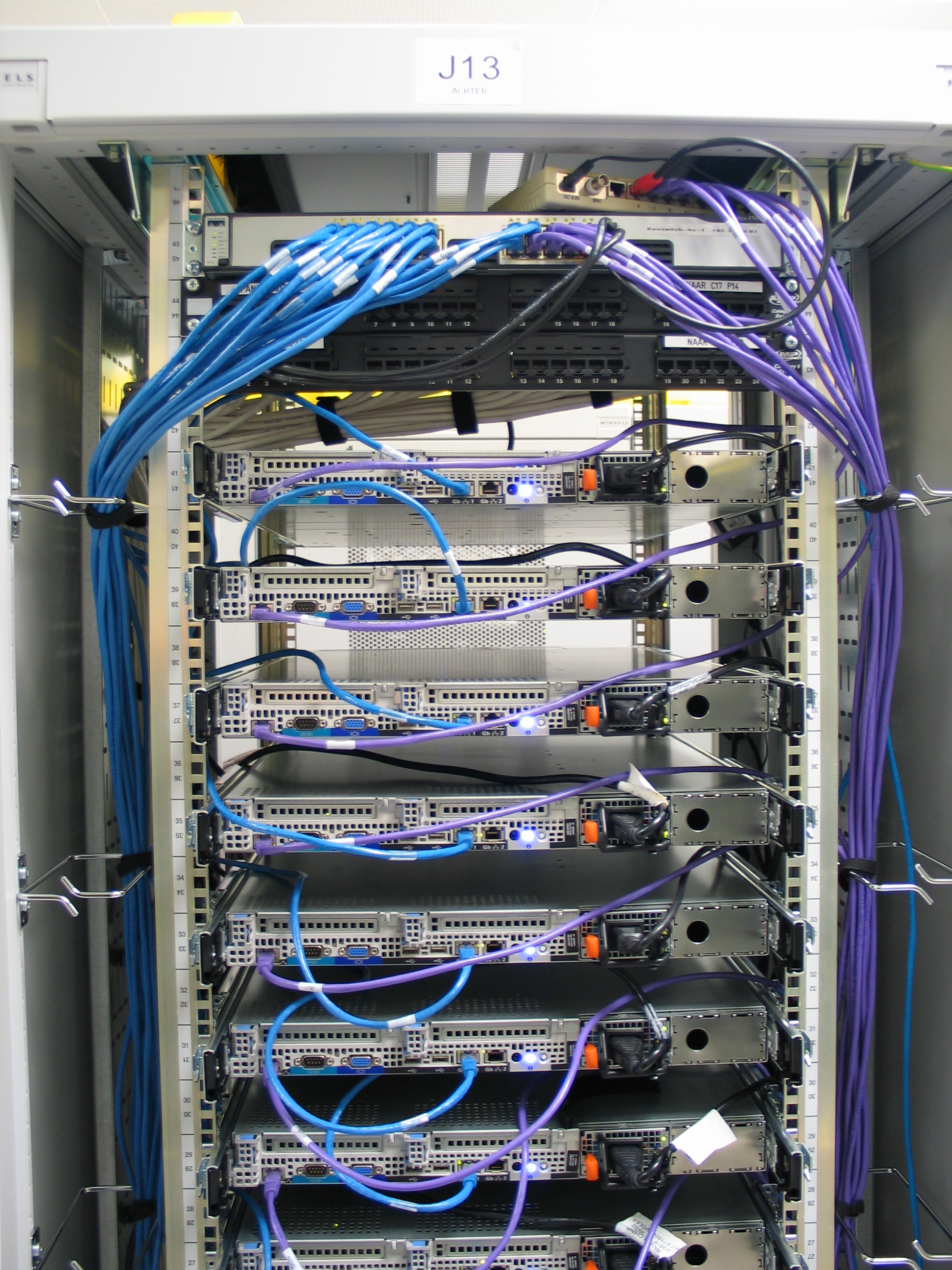
Серверы Викимедиа в Амстердаме

Функционирование Википедии зависит от MediaWiki — программного механизма для веб-сайтов, работающих по технологии «вики». MediaWiki написан на PHP и для хранения данных использует реляционную базу данных (можно использовать MySQL, PostgreSQL, SQLite) и поддерживает использование программ memcached и Squid. MediaWiki предоставляет интерфейс для работы с базой страниц, разграничение прав доступа к администрированию системы, возможность обработки текста как в собственном формате, так и в форматах HTML и TeX (для формул), возможность загрузки изображений и других файлов, а также другие возможности. Гибкая система расширений позволяет пользователям добавлять собственные новые возможности и программные интерфейсы. MediaWiki лицензирован под GNU General Public License и используется всеми проектами Викимедиа, а также многими другими вики-проектами. Первоначально Википедия работала на UseModWiki, написанном на Perl Клиффордом Адамсом («Фаза I»), который первоначально требовал CamelCase для указания ссылок на статьи; используемый стиль двойных скобок был включён позже. С января 2002 года («Фаза II») Википедия начала работать на PHP-викидвижке с базой данных MySQL; это ПО было сделано на заказ для Википедии Магнусом Манске. ПО «Фазы II» было неоднократно модифицировано с учётом экспоненциально растущего спроса. В июле 2002 года («Фаза III») Википедия перешла на третье поколение программного обеспечения, движок MediaWiki, первоначально написанный Даниэлем Ли Крокером.
Википедия в настоящее время работает на выделенных кластерах серверов Linux (в основном Ubuntu), с несколькими машинами OpenSolaris для ZFS. Вики-проекты Фонда Викимедиа, самым крупным из которых является Википедия, по состоянию на март 2013 года поддерживались работой нескольких кластеров, состоящих из 974 серверов.
Википедия работала на одном сервере до 2004 года, когда настройка сервера была расширена в распределённую многоуровневую архитектуру. В январе 2005 года проект работал на 39 выделенных серверах, расположенных в штате Флорида. Эта конфигурация включала в себя один главный сервер баз данных с запущенным MySQL, несколько подчинённых серверов баз данных, 21 веб-сервер с запущенным Apache HTTP Server и 7 серверов кэша Squid.
Википедия получает от 25 000 до 60 000 запросов страниц в секунду, в зависимости от времени суток. Запрос страницы сначала передаётся внешнему уровню кэширующих серверов Squid. Запросы, которые не могут быть обслужены кэшем Squid, направляются на балансирующие нагрузку сервера с запущенным ПО Linux Virtual Server, который, в свою очередь, передаёт запрос на один из веб-серверов Apache для рендеринга (перевода в HTML) страниц из базы данных. Веб-сервера доставляют страницы по запросу, выполняя рендеринг страницы для всех языковых разделов Википедии. Для увеличения скорости в дальнейшем, переведённые в HTML страницы некоторое время хранятся в распределённом кэше в памяти. Это позволяет пропустить процесс рендеринга страницы для наиболее часто запрашиваемых статей.

Обзор архитектуры системы на декабрь 2010 года (серьёзно устарел)
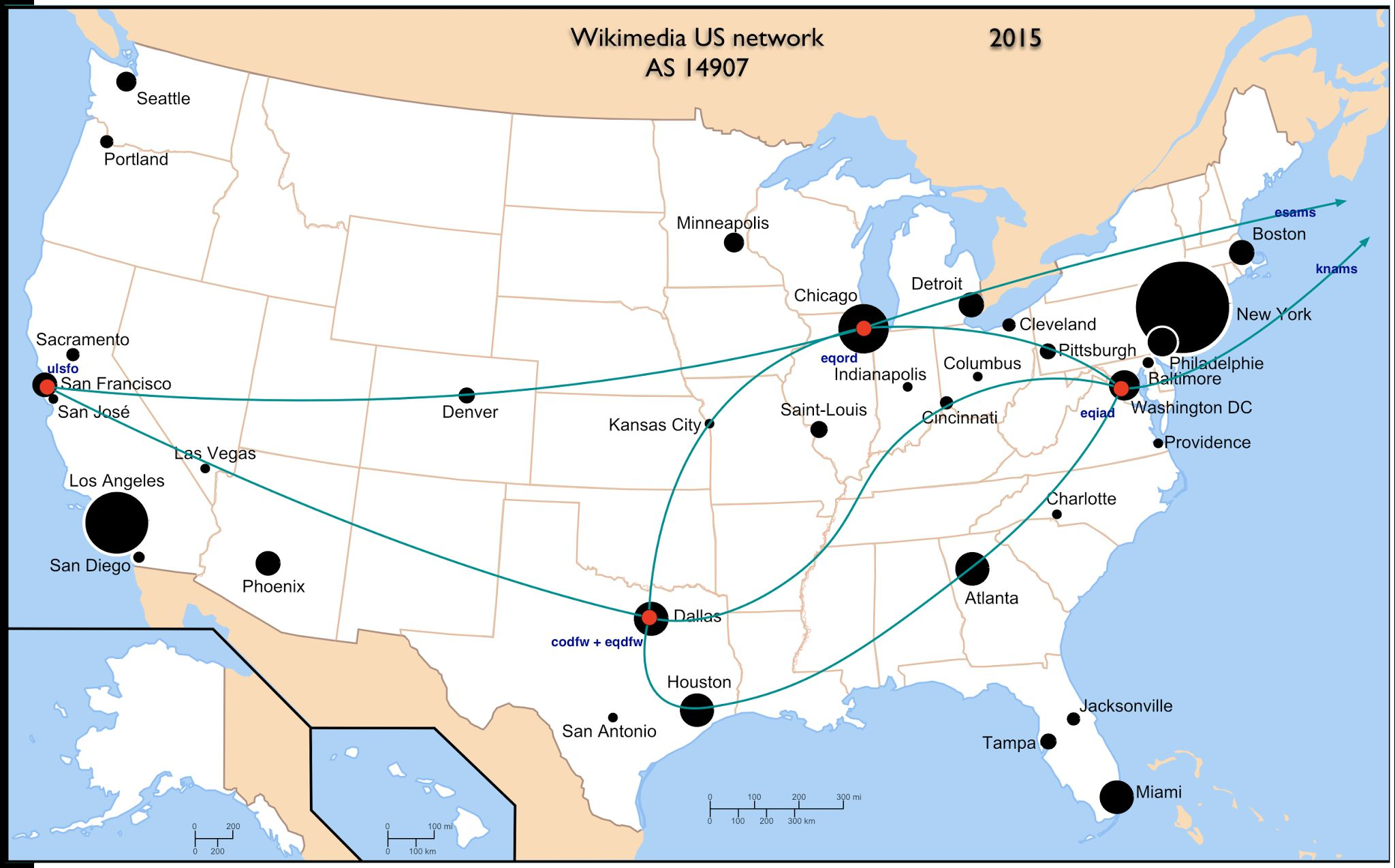
Сетевая топология с 2015 года. Серверные кластеры в США: Сан-Франциско, Калифорния — ulsfo (caching); Даллас, Техас — eqdfw (networking); Карролтон, Техас — codfw (application services); Чикаго, Иллинойс — eqord (networking); Ашберн, Виргиния — eqiad (application services). В Амстердаме (Нидерланды) — esams (Caching) и knams (Networking)

## Лицензия текстов и медиафайлов к статьям

Логотип GNU

Логотип лицензии Creative Commons Attribution-Share Alike (лицензия «с указанием авторства — копилефт»)

Редакторы английской Википедии по странам на сентябрь 2006 года

Большая часть текстового содержания Википедии доступна в соответствии с лицензиями Creative Commons Attribution Share-Alike (CC-BY-SA) и GNU Free Documentation License (GFDL) — копилефт-лицензиями, разрешающими дальнейшее распространение, создание производных работ, а также коммерческое использование содержания, в то время как авторы сохраняют своё авторское право на свои работы. Часть текстов доступна только под лицензией CC-BY-SA, о чём должна иметься пометка в самой статье, на её странице обсуждения или в истории правок. Положение о том, что Википедия — это просто услуга размещения этих текстов, было успешно использовано в качестве защиты в суде.
Изначально использовалась только лицензия GFDL, однако позднее был осуществлён переход на лицензию CC-BY-SA, так как GFDL, первоначально предназначенная для руководств к программному обеспечению, сложно использовать для онлайн-справочников. 3 ноября 2008 года в ответ на просьбу Фонда Викимедиа Free Software Foundation (FSF) выпустила новую версию FDL, разработанную специально для того, чтобы позволить Википедии перелицензировать её материалы под CC-BY-SA до 1 августа 2009 года. Википедия и её братские проекты провели широкий референдум в сообществе относительно того, стоит ли перейти на другую лицензию. В результате переход был осуществлён.
Обработка мультимедийных файлов (например файлов изображений) различна в разных языковых версиях. Некоторые языковые разделы (например английская Википедия) включают несвободные файлы в соответствии с доктриной добросовестного использования, в то время как другие предпочли не делать этого. Это происходит отчасти из-за разницы в законах об авторском праве в разных странах, например, понятие добросовестного использования не существует в японском авторском праве. Медиафайлы, доступные в соответствии с лицензиями свободного содержания (например CC-BY-SA от Creative Commons), распределяются между языковыми версиями Викисклада (англ. Wikimedia Commons) — общего централизованного хранилища мультимедийных файлов, включаемых в страницы проектов Фонда Викимедиа.

## Издания

### На CD и DVD

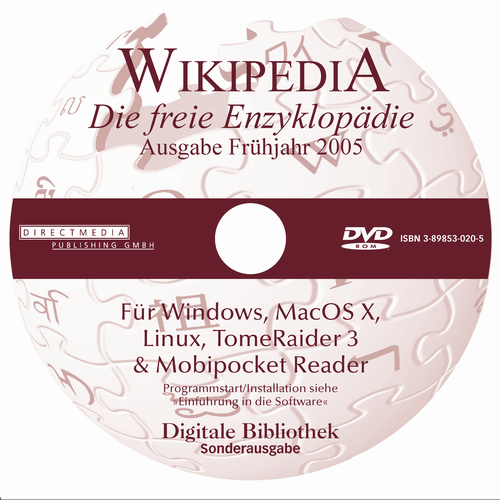
Обложка DVD немецкой Википедии, выпущенной Directmedia Publishing в апреле 2005 года

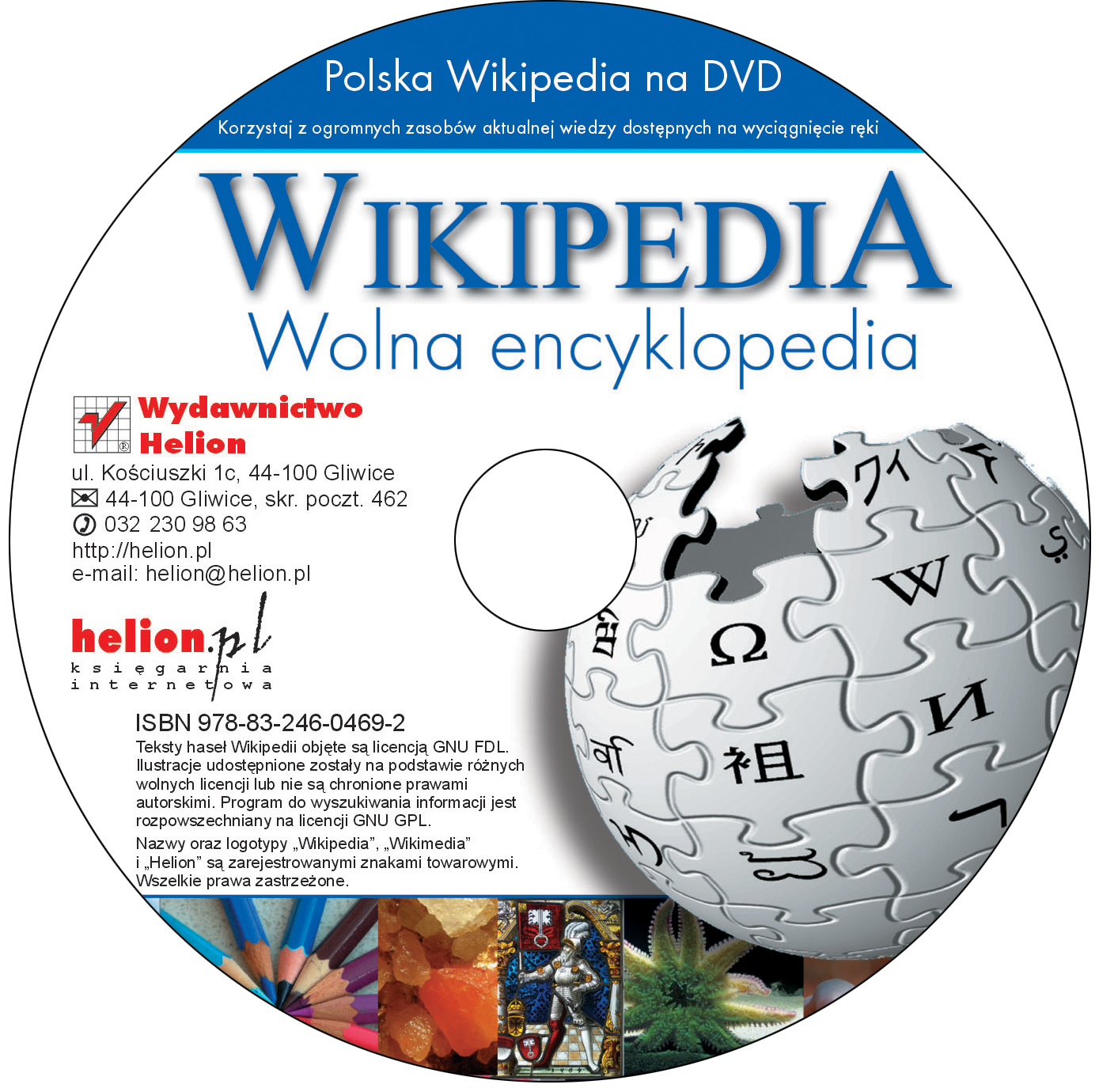
Обложка DVD польской Википедии, выпущенной издательством Helion

Несколько языковых версий опубликовали подборку статей Википедии в версии на оптических дисках. Английская версия, 2006 Wikipedia CD Selection, содержала около 2000 статей. Ещё одна английская версия, разработанная Linterweb, содержит «1988+ статей». Польская версия содержит около 240 000 статей. Существует также несколько немецких версий.
Первое издание немецкой Википедии было выпущено на CD в декабре 2004 года и стоило 3 €. Было разослано около 40 тысяч дисков. Второе издание вышло в апреле 2005 года как на CD, так и на DVD. Диск содержал 205 тысяч статей и 10 тысяч изображений, находящихся в общественном достоянии. Directmedia продала 30 тысяч дисков по 9,90 евро каждый. В декабре того же года появилось третье издание. В него вошли DVD 300 тысяч статей и 100 тысяч изображений) и книга объёмом 139 страниц, в которой рассказывалось, что такое Википедия, а также излагались её история и основные правила. Диск и книга были изданы компанией Zenodot Verlagsgesellschaft mbH и продавались по той же цене, что и предыдущее издание. Диск можно было бесплатно скачать в Интернете. В январе 2006 года Zenodot анонсировала выпуск печатного издания Википедии в 100 томах, по 800 страниц каждый. Последний том планировалось выпустить в 2010 году. Позже было объявлено, что проект заморожен. В декабре 2006 года был создан обновлённый образ диска. DVD не издавался, но доступен для скачивания с сайта dvd.wikimedia.org.
DVD-диск с английской Википедией, содержащий 1964 статьи по основным темам, был выпущен в сотрудничестве с компанией Linterweb в январе 2007 года и обозначен как версия 0.5. В качестве оболочки использовалась среда Kiwix, программное обеспечение с открытым исходным кодом, специально написанное для данного издания. В данный момент ведётся подготовка версий 0.7 и 1.0.
Последним на данный момент[когда?]

 был издан DVD польского раздела. Его выпустило издательство Helion в конце июля 2007 года. Работа над изданием велась более года, на основе дампа от 4 июня 2006 года. База статей, имевшихся на тот момент, была скопирована на отдельный сервер, и их дорабатывали 13 оплачиваемых редакторов и около 20 добровольцев. В итоге на диск вошло около 239 тыс. статей и 59 тыс. изображений. Стоимость диска на момент выпуска составляла 39 злотых.

### На бумаге
В 2009 году художник Роб Мэттьюс (англ. Rob Matthews) распечатал избранные статьи английского раздела Википедии на 5000 страниц и сшил их в книгу с твёрдым переплётом. Как он написал в пояснении к этому проекту:

Воспроизведение Википедии в ущербной физической форме помогает легче ставить под сомнение разумность её использования.
Оригинальный текст (англ.)Reproducing Wikipedia in a dysfunctional physical form helps to question its use as an internet resource.
— Rob Matthews. Wikipedia project.
В 2010 году английский писатель Джеймс Брайдл (англ. James Bridle) выпустил в единственном экземпляре двенадцатитомное издание объёмом 7000 страниц, озаглавленное «Иракская война: Историография изменений в Википедии», в котором отображена каждая правка в англоязычной статье про Иракскую войну с декабря 2004 года по ноябрь 2009 года.

## Академические исследования проблем Википедии
Википедия стала объектом разнообразных исследований, результаты которых опубликованы в рецензируемых статьях.
В период с 2001 по 2010 год было опубликовано не менее 1746 подобных исследований.
Темы исследований включали достоверность энциклопедии; различные формы системной предвзятости; социальные аспекты сообщества Википедии (включая администрирование, политику и демографию); энциклопедия как набор данных для машинного обучения; возможность Википедии предсказывать или влиять на поведение человека.
Среди примечательных результатов таких исследований выводы о фактической точности Википедии, аналогичной другим энциклопедиям; наличии культурной и гендерной предвзятости; пробелах в освещении глобального Юга; создателях контента (незначительное меньшинство редакторов создает большую часть контента); различных моделях понимания онлайн-конфликтов; ограниченной корреляции между тенденциями Википедии и различными явлениями, такими как движения на фондовом рынке или результаты выборов.

## Оценки

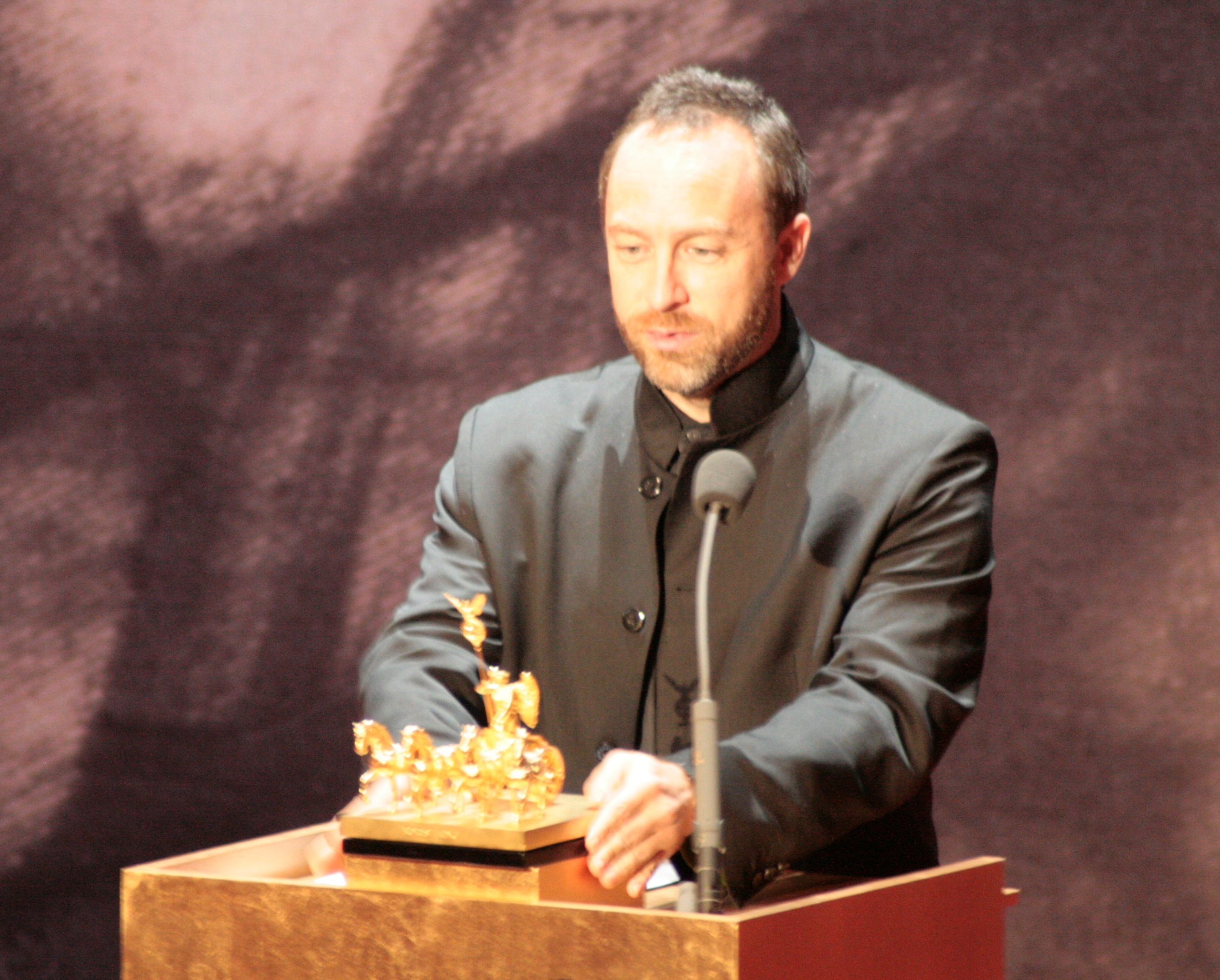
Джимми Уэйлс, получающий награду Quadriga A Mission of Enlightenment

Википедия выиграла две крупные награды в мае 2004 года. Первой была Золотая Ника цифрового сообщества на ежегодном конкурсе Prix Ars Electronica; она была получена вместе с грантом 10 000 € (6588 £; 12 700 $) и предоставлением приглашения присутствовать на PAE Cyberarts Festival в Австрии позднее в том же году. Второй была судейская награда Webby в категории «сообщество». Википедия была также номинирована на «Лучшую практику» Webby. 26 января 2007 года Википедия была также признана четвёртым высшим брендом в рейтинге читателей brandchannel.com, получив 15 % голосов в ответ на вопрос: «Какая марка имела наибольшее влияние на нашу жизнь в 2006 году?».
В сентябре 2008 года Википедия получила награду «Квадрига» A Mission of Enlightenment от Werkstatt Deutschland вместе с Борисом Тадичем, Eckart Höfling и Питером Габриэлем. Награда была вручена Джимми Уэйлсу Дэвидом Вайнбергером.
Википедия многократно получала российскую государственную Премию Рунета в нескольких номинациях, прежде всего как «научно-образовательный сайт года» в экспертных голосованиях и как лидер массовых онлайн-голосований («народная десятка»).
Большая российская энциклопедия в статье 2017 года в разделе об электронных энциклопедиях писала: «Особым значимым явлением стала свободная энциклопедия „Википедия“ („Wikipedia“), создаваемая самым широким кругом участников по технологии краудсорсинг (crowdsourcing), отличающаяся быстротой актуализации информации, зачастую в ущерб достоверности».

## Критика

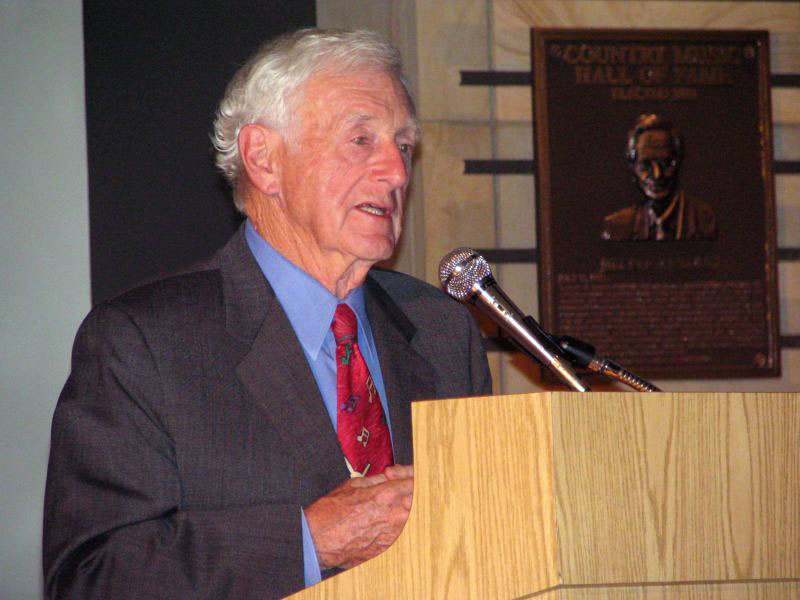
Джон Сайгенталер, охарактеризовавший Википедию как «некорректный и безответственный исследовательский инструмент»

Прежде всего информация, тексты Википедии объективно подвержены системным отклонениям. Другими основными направлениями критики Википедии являются открытая природа проекта «Википедия»; неавторитетность и ненадёжность информации в Википедии; сохраняющиеся перекосы в охвате тем и субъективность их освещения; недостаточно эффективная работа сообщества участников проекта по устранению имеющихся в ней в настоящее время возможностей для давления администраторов Википедии на обычных участников проекта и так называемого административного произвола.
Критики Википедии указывают на то, что участники Википедии совместно пишут и пересматривают её правила, политики и руководства, а затем, зачастую чисто формально и очень негибко их придерживаясь, удаляют, аннотируя тегами комментариев, или изменяют материалы статей, формально не отвечающие этим правилам, политикам и руководствам (см. также Википедия:Удализм и Википедия:Инклюзионизм).
Сообщество Википедии было также описано как «подобное культу», хотя и не всегда с исключительно негативной коннотацией и было раскритиковано за неспособность привлечь неопытных пользователей к работе в проекте.
Также критики Википедии обращают внимание на системную предвзятость, несбалансированность в освещении тем, а также критикуют её политику предпочтения консенсуса между участниками профессионализму отдельных участников в редакционном процессе.
Открытый характер модели редактирования является центральной темой для большой части критики Википедии. Например, исходя из этого, можно упрекать Википедию в том, что читатель статьи не может быть уверен без ознакомления со страницей её «истории», была ли эта статья вандализирована. Критики утверждают, что редактирование статей неэкспертами подрывает качество представленного в статье материала. Поскольку участники обычно, как правило, переписывают или редактируют отдельные небольшие части статьи, а не всю её целиком, высоко- и низкокачественные материалы могут идти вперемешку в пределах одной статьи. Историк Рой Розенцвейг отметил: «В целом, написание является „ахиллесовой пятой“ Википедии. Комитеты редко пишут хорошо, и статьи Википедии часто имеют изменчивое качество, что является результатом связывания вместе предложений или абзацев, написанных разными людьми».
Всё это привело к вопросу о надёжности Википедии в качестве источника достоверной информации.
Модель Википедии позволяет редактировать её статьи всем желающим и полагается на большую группу благонамеренных редакторов в преодолении проблем, вызванных сомнительными редакторами. Она основана и на принципе, согласно которому подавляющее большинство участников Википедии предполагает добрые намерения. Модели редактирования Википедии свойственна возможность добавления низкокачественной информации. Возможность анонимного редактирования может быть не только большим благом для проекта, но и источником некоторого вреда.
Википедия может подвергаться воздействию вандалов. Вандализм в Википедии — явно вредительское добавление, удаление или изменение содержания, совершённое умышленно в целях скомпрометировать достоверность и авторитетность энциклопедии. В основном вандализм проявляется в замене содержимого статей Википедии на ругательства, граффити, заведомо ложные данные или другое содержимое, абсолютно не имеющее отношения к теме статьи. В случаях множественного вандализма к некоторым страницам Википедии может быть применена защита.
Являясь общедоступным интернет-справочником, Википедия также содержит материалы, которые другие участники Википедии могут признать нежелательными, оскорбительными или порнографическими. В 2008 году Википедия отклонила массовое онлайн-обращение против включения изображения Мухаммеда в её английский раздел, сославшись на свою редакционную политику.
Один из основателей Википедии Ларри Сэнгер, который является и одним из её самых жёстких критиков, в 2015 году заявил, что для него Википедия стала разочарованием, поскольку она была захвачена троллями и участниками, чей антиэлитаризм поставил крест на достоверности статей. По словам Сэнгера, Википедия напоминает «психбольницу, управление которой осуществляют сумасшедшие».

## Политическая предвзятость и мистификации
Нейтральность — один из основных принципов Википедии — нередко нарушается редакторами, когда дело касается политики.
В январе 2006 сотрудниками Палаты представителей в США была предпринята негласная кампания по зачистке статей о своих начальниках, с одновременным очернением их политических оппонентов. В её ходе была удалена информация о предвыборном обещании Марти Миэна не баллотироваться на пятый срок. Были добавлены негативные комментарии в статьи о сенаторе Билле Фристе и конгрессмене Эрике Канторе. Правки были совершены с рабочих компьютеров. В одном из интервью Джим Уэйлс охарактеризовал эти правки как «не блеск».
Статьи по истории латиноамериканских стран (например, Сандинистский фронт национального освобождения или Куба) написаны с неомарксистских позиций. Они оправдывают преступления местных диктаторов.
Отмечается влияние ультраправого антисемитизма на отдельные языковые разделы Википедии и темы статей, а также более глобальное влияние левого или ультралевого антисионизма и антиизраильских представлений на англоязычный раздел Википедии. Как «в целом надёжные» Википедия оценивает «ультралевые издания», известные своей антиизраильской позицией; в то время как «консервативные источники» обозначены «с различными оттенками ненадёжности» (см. Википедия и антисемитизм, Википедия и палестино-израильский конфликт).
В истории Википедии имел место ряд получивших известность мистификаций.

## Ограничение доступа к Википедии
Время от времени некоторые страны закрывают или угрожают закрыть доступ к Википедии.
Наличие в Википедии материалов, «неудобных» с политической точки зрения, побудило КНР заблокировать доступ к части Википедии для китайских пользователей.
24 августа 2015 года Википедия некоторое время блокировалась в России.
С 29 апреля 2017 года по 15 января 2020 года Турция блокировала доступ к Википедии.
См. также Блокирование Википедии британской организацией Internet Watch Foundation.

## Влияние на культуру и общество
В дополнение к логистическому росту количества статей, Википедия неуклонно приобретала статус общего справочного сайта с момента её создания в 2001 году.
На май 2018 года, согласно Alexa, Википедия занимала 5-е место среди самых посещаемых сайтов в мире, в Рунете — 9-е место. В первой десятке Википедия является единственным некоммерческим сайтом. Рост Википедии был вызван её доминирующей позицией в результатах поиска Google. Около 50 % трафика с поисковых систем в Википедию пришло с Google, большая часть этого трафика связана с научными исследованиями.
В апреле 2007 года проектом Pew Internet & American Life Project было установлено, что треть американских интернет-пользователей консультируются с Википедией. По оценкам на октябрь 2006 года, сайт имел гипотетическую рыночную стоимость в 580 млн долларов, если бы он запустил рекламу.

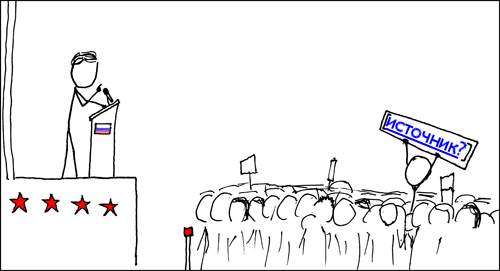
Комикс XKCD — пародия на распространённый в Википедии шаблон источник?

Википедия используется в образовательном процессе, научных исследованиях, книгах, конференциях, при отправлении правосудия, а также в работе различных министерств и ведомств. Так, сайт Парламента Канады ссылался на статью Википедии об однополых браках в разделе «Ссылки по теме» в списке «читать далее». Утверждения энциклопедии всё чаще используются в качестве источника такими организациями, как Федеральный суд США и Всемирная организация интеллектуальной собственности — хотя в основном в качестве поддерживающей информации, а не информации, имеющей решающее значение для дела. Содержание Википедии было цитировано в качестве источника и ссылки в некоторых докладах Разведывательного ведомства США.
В 2013 году венгерские учёные показали, что с помощью Википедии можно предсказывать популярность и кассовые сборы фильмов, ещё не вышедших в прокат.
Википедия была также использована в качестве источника в журналистике, иногда без указания авторства, а также несколько журналистов были уволены за плагиат из Википедии.
В июле 2007 года Википедии был посвящён 30-минутный документальный фильм на BBC Radio 4. Он утверждал, что количество ссылок на Википедию в популярной культуре таково, что этот термин является одним из группы избранных существительных XXI века, которые так узнаваемы (Google, Facebook, YouTube), что они больше не нуждаются в объяснениях и находятся на одном уровне с такими терминами XX века, как Hoovering или Coke. Существует много пародий на открытость Википедии с персонажами, вандализирующими или изменяющими статьи онлайн-энциклопедии. Комик Стивен Колберт пародировал Википедию или ссылался на Википедию в многочисленных эпизодах его шоу The Colbert Report и придумал соответствующий термин «wikiality».

Заявленный фундамент Википедии — беспристрастность статей

Помимо выполнения функции энциклопедического справочника, Википедия стала главным объектом внимания СМИ как сетевой источник последних новостей. Когда популярный американский еженедельник Time признал некоего абстрактного представителя миллионов вкладчиков пользовательского контента в различные сайты, носящего обобщённое имя «ты», «Человеком года — 2006», тем самым отмечая ускоряющийся успех онлайн-сотрудничества и взаимодействия миллионов интернет-пользователей по всему миру, Википедия была наиболее часто упоминающимся проектом Веб 2.0, за которым следовали проекты YouTube и MySpace.
Википедия также создала формы воздействия на средства массовой информации (СМИ). Некоторые СМИ высмеивают восприимчивость Википедии к вставкам неточностей — например, статья на первой странице в The Onion в июле 2006 года под названием «„Википедия“ празднует 750 лет американской независимости». Другие могут опираться на утверждение Википедии о том, что любой может править, — например «The Negotiation», эпизод сериала «Офис», где персонаж Майкл Скотт заявил: «„Википедия“ — лучшая вещь на свете. Любой в мире может написать всё, что хочет, по любому предмету; таким образом вы знаете, что получаете лучшую возможную информацию». Пародируются также правила Википедии, например, в комиксе xkcd «Wikipedian Protester».
Первый документальный фильм о Википедии, озаглавленный «Истина в цифрах: Рассказ о Википедии», был выпущен в 2010 году. 
28 сентября 2007 года итальянский политик Франко Гриллини инициировал парламентский запрос с министром культурных ресурсов и деятельности о необходимости свободы панорамы. Он сказал, что отсутствие такой свободы заставило Википедию, «седьмой сайт, с которым больше всего консультируются», запретить все изображения современных итальянских зданий и искусства, и заявил, что этим был нанесён очень серьёзный ущерб туристической отрасли. 16 сентября 2007 года The Washington Post сообщила о том, что Википедия стала координационным центром избирательной кампании в США в 2008 году, заявив: «Введите имя кандидата в Google, и среди первых результатов будет страница Википедии, что делает эти статьи, возможно, такими же важными, как любое объявление в определении кандидата. В настоящее время уже президентские статьи редактируются, расчленяются и обсуждаются бесчисленное множество раз каждый день».
Википедия также стала культурно значимой, поскольку многие люди рассматривают наличие статьи о себе в Википедии как символ статуса. В октябре 2007 года статья Reuters, озаглавленная «Страница Википедии — последний символ статуса». «Если кто-то известен или успешен в своей области, он попадет в Википедию», — сказал в интервью Джим Уэйлс. Однако «Это может стать неприятным опытом, если… его удалят, потому что (сообщество) решит, что вы недостаточно важны», — также говорил Уэйлс.
Хотя Википедия позиционирует себя как вторичный источник информации, 2009 и 2018 годы были отмечены использованием материалов из Википедии как с атрибутированием к источникам, так и без ссылки.
27 января 2013 года в «Циркуляре малых планет» была сделана запись, согласно которой «Астероид 274301», открытый украинскими астрономами 25 августа 2008 года, был назван «274301 Wikipedia». Открытие было сделано в «Андрушёвской астрономической обсерватории», находящейся в Житомирской области.
22 октября 2014 года в польском городе Слубице был открыт первый в мире памятник Википедии.
В декабре 2021 года на аукционе Christie’s в Нью-Йорке за 750 тысяч долларов была продана первая запись в Википедии в виде NFT. Фраза «Hello, World!» была написана Джимми Уэйлсом 15 января 2001 года. iMac Уэйлса, с которого он сделал эту запись, был продан за 187,5 тысяч долларов.
Эксперты назвали деятельность Фархада Фаткуллина в Татарской Википедии, в 2018 году получившего почётное звание «Викимедиец года», очень важной для сохранения татарского языка.

### Спад популярности
По мере того, как пользователи стали чаще размещать запросы в чат-боты, а не в обычные поисковые системы, число посещений Wikipedia начало уменьшаться. Наблюдатели видят в этом опасность снижения популярности Wikipedia.

## Влияние на науку
В 2017 году учёными из Массачусетского технологического института (MIT) и Питтсбургского университета было опубликовано исследование об использовании ссылок на статьи из «Википедии» в научных работах.
Исследовательский коллектив из Массачусетского технологического института и университета Питтсбурга установил прямую корреляцию между наличием информации в Википедии и вероятностью того, что учёные будут использовать её при работе над научными статьями и монографиями.
По словам авторов, его результаты свидетельствуют о том, что публикация научных знаний в доступных источниках является экономически эффективным способом продвижения науки, что особенно полезно для тех, кто не имеет доступа к традиционным источникам научной информации.

## Родственные проекты
Фонд Викимедиа, компания-владелец и организатор Википедии, поддерживает и другие проекты по созданию свободных публикаций в Интернете:
- Викисловарь — многофункциональный словарь и тезаурус;
- Викицитатник — собрание цитат, крылатых фраз, пословиц и поговорок;
- Викитека — библиотека свободно распространяемых оригинальных текстов;
- Викиучебник — свободно распространяемая учебная литература;
- Викиверситет, позиционирующий себя как новая форма интерактивного образования и ведения открытых научных проектов;
- Викиновости — международное информационное агентство и открытое новостное интернет-издание;
- Викисклад — общее централизованное хранилище мультимедийных файлов, включаемых в страницы проектов Фонда Викимедиа;
- Викивиды — справочник по таксономии биологических видов;
- Викиданные — совместно редактируемая база знаний, созданная Фондом Викимедиа;
- Викигид — открытый многоязычный проект, посвящённый туризму и созданию свободных путеводителей;
- Мета-вики — веб-сайт, посвящённый координации и документации проектов Фонда Викимедиа.
- Абстрактная Википедия и Викифункции — независимая от языка версия Википедии с использованием структурированных данных из Викиданных.